# Cicciano
Cicciano – miejscowość i gmina we Włoszech, w regionie Kampania, w prowincji Neapol.
Według danych na rok 2004 gminę zamieszkiwało 12 246 osób, 1749,4 os./km².